# Села-при-Добові
Села-при-Добові (словен. Sela pri Dobovi) — поселення в общині Брежиці, Споднєпосавський регіон, Словенія. Висота над рівнем моря: 156,5 м.